# Fernão Pires

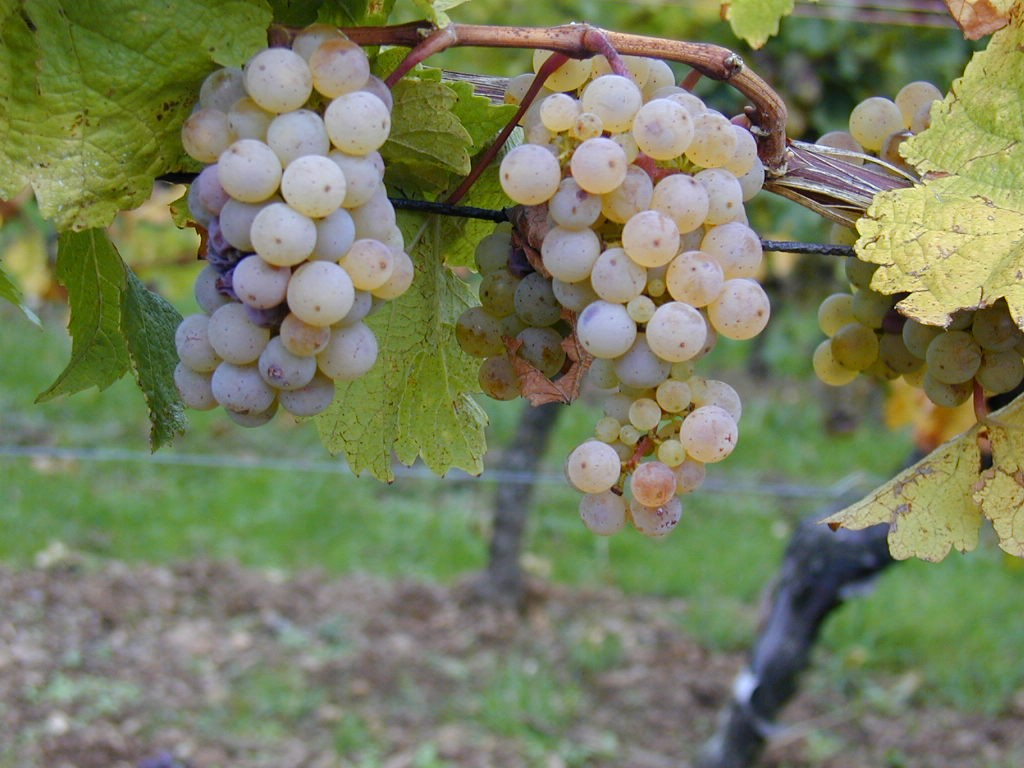
Wit druivenras

De Fernão Pires is een witte druivensoort uit het noorden van Portugal en de meest aangeplante witte druif van het land.

## Geschiedenis
Dit oude ras werd voor het eerst benoemd aan het einde van de 18e eeuw, toen de druif zich verspreidde vanuit het uiterste noorden van het land naar de regio van de rivier de Tejo, die zuidelijker stroomt. De oorsprong ligt in de buurt van de gemeente Bairradas in het westen van de noordelijke regio Beira Baixa. De naam van deze druif komt nog steeds vaak voor als achternaam van families, hoewel niet te achterhalen is naar wie zij is vernoemd. Er bestaat een rosé-variëteit, namelijk de Fernão Pires Rosado.
Dit ras moet niet worden verward met de Trebbiano Toscano waarmee het het synoniem "Fernão Pires do Beco" deelt, noch met de Bical, die in de regio Ançã-Cantanhede "Fernão Pires de Colares" wordt genoemd.

## Kenmerken
De bloeiperiode is vroeg, waardoor de druif reeds in begin september kan worden geoogst. De zuurgraad gaat echter snel naar beneden als er te lang wordt gewacht met oogsten, waardoor de druiven sterk de neiging hebben om overrijp te worden. De soort is gevoelig voor een tekort aan water, waardoor de bladeren gaan krullen en de druiven ineen schrompelen.
De opbrengst per hectare is hoog en geeft na het gistingsproces een zeer kenmerkende aromatische wijn, waar aroma's van sinaasappel, honing, mimosa en linde-bloesem de boventoon voeren. De lage zuurgraad zorgt ervoor dat de wijn jong gedronken moet worden (wijnen moeten niet ouder zijn dan twee jaar) en sommigen vinden deze wijn té aromatisch. Al met al: simpele, droge en goedkope witte wijnen.

## Gebieden
In totaal wordt er meer dan 16.800 hectare van dit ras geplant en spreidt het zich uit over een groot aantal regio's van het land en dus ook over een groot aantal gebieden waar de hoogste kwaliteitsnorm de "DOC" voorkomt. Ook in Zuid-Afrika (200 hectare) en Australië (150 hectare) komt dit ras voor.

## Synoniemen[1]
- Camarate
- Fernam Pires
- Fernan Piriz

- Fernão Pirão
- Fernão Pires do Beco
- Gaeiro

- Gaieiro
- Maria Gomes
- Molinha

- Molinho